# Shimazu Toyohisa
Shimazu Toyohisa (島津 豊久?; luglio 1570 – 21 ottobre 1600), chiamato anche Houjumaru (豊寿丸?), Tadatoyo (忠豊?), Ten'rei Shōun Tadatoyo (天岑昌運?) o Matashichirou (又七郎?), fu un samurai del clan Shimazu, figlio di Shimazu Iehisa, nipote di Shimazu Yoshihiro e signore del castello di Sadowara.

## Infanzia
Nacque nel primo anno dell'era Kame (1570), ed era figlio di Shimazu Iehisa. Il suo nome da bambino fu Toyojumaru. Inizialmente chiamato Shimazu Tadatoyo, fu successivamente ribattezzato Toyohisa. Il 1 giugno 1583 un vassallo del clan Shimazu, Uwai Satokane, si presentò al cestello di Sadowara e Toyohisa lo ricevette in vece del padre Iehisa che era assente.. 
Nell'aprile 1584, prima ancora del suo Genpuku, combatté nella battaglia di okitanawate, contro le forze largamente superiori di Ryūzōji Takanobu. La mattina presto, poco prima di questa battaglia, il padre, Iehisa, si rivolse al tredicenne Toyohisa, invitandolo a ritirarsi. Questi rispose negativamente, sostenendo che un uomo che, da giovane, fosse fuggito da una battaglia abbandonando il proprio padre avrebbe vissuto il resto dei suoi giorni nel disonore. Al che Iehisa lodò il suo coraggio del figlio e gli legò una fascia alla vita, dicendo che se fosse riuscito a sopravvivere alla battaglia la avrebbe sciolta e sarebbe diventato un uomo. Gli Shimazu combatterono duramente a Okitanawate ottenendo una brillante vittoria, e alla fine della battaglia Iehisa sciolse la fascia al figlio. 
La sua cerimonia del Genpuku si svolse a Higo il 23 maggio 1584.

## Campagna del Kyūshū
Nel 1587 Toyotomi Hideyoshi invase il Kyūshū.  Shimazu Iehisa e Shimazu Toyohisa, con un esercito di più di 10.000 soldati, attaccarono l'avanguardia dell'esercito Toyotomi guidata da Chōsokabe Motochika, Chōsokabe Nobuchika, Sengoku Hidehisa, Sogō Masayasu, che contava 20.000 uomini, mentre attraversava il fiume Toji, e la sconfissero duramente nella battaglia di Hetsugigawa. 
Iehisa e Toyohisa uccisero in battaglia ben 3 daimyō: Ryūzōji Takanobu nella battaglia di Okitanawate e Chōsokabe Nobuchika e Sogō Masayasu nella battaglia di Hetsugigawa; Non c'è nessun altro signore della guerra che abbia sconfitto così tanti daimyō sul campo durante il periodo Sengoku.
Il 24 maggio 1587 prese parte con il padre alla battaglia di Takajō dove gli Shimazu furono sconfitti e si ritirarono. Lo stesso anno il clan Shimazu si arrese a Toyotomi Hideyoshi, e il 10 luglio 1587 Iehisa morì improvvisamente dopo essere tornato dal campo di Toyotomi, probabilmente a causa di un assassinio o avvelenamento. Si dice che ad ordinarlo fosse stato Shimazu Yoshihiro. Inoltre, dopo la morte di suo padre, Toyohisa fu allevato da suo zio Yoshihiro come se fosse suo figlio, istruendolo nell'arte della guerra. 

## Servizio sotto Hideyoshi
Toyohisa succedette al padre diventando signore del castello di Hinata Sadowara (città di Sadowara, prefettura di Miyazaki) e di 979 villaggi e città della provincia di Hyuga. 
Successivamente, prestò servizio nella campagna di Odawara nel maggio 1590 al servizio del clan Toyotomi. Nel primo anno dell'era Bunroku (1592), prese parte all'invasione giapponese della Corea con più di 500 soldati e 30 cavalieri. Il 3 maggio sbarcò a Pusan e partecipò alla presa della città. All'inizio di maggio, all'assedio del castello di Chuncheon (nella provincia di Gangwon), respinse con successo una sortita dei circa 60.000 assediati con solo i suoi 500 uomini armati di moschetti presso una delle porte della città. Il 29 giugno dello stesso anno guidò 476 soldati all'assedio di Jinju e, con il suo esercito, fu il primo a entrare nella fortezza e innalzarvi il suo stendardo. Nel 1597, al comando di 800 soldati, il 15 luglio, combatté nella battaglia di Chilcheonryang (battaglia di Urushikawa Ryokai in giapponese), dove ancora una volta si distinse saltando per primo all'arrembaggio delle navi nemiche e catturandone innumerevoli con i suoi uomini. Il 15 agosto dello stesso anno Toyohisa partecipò all'assedio di Namwom prendendo la testa di 13 nemici. Nel dicembre dello stesso anno partì per la battaglia del castello di Tatsuyama. Nel gennaio del 3 ° anno dell'era Keicho (1598), attaccando il castello di Hikoyo, che era protetto da soldati Ming, prese il comando di un corpo di sola cavalleria e sconfisse il nemico superiore di numero, subendo però una ferita sotto l'orecchio sinistro. Nell'agosto di quell'anno, dopo la sconfitta giapponese nella battaglia navale dell'isola di Jeolido e dell'abbandono della fortezza di Ulsan, le forze giapponesi cominciarono a ritirarsi dalla Corea e il 21 novembre, su 20 navi, salparono da Pusan le forze Shimazu, raggiungendo il Giappone due giorni dopo. Toyohisa aveva trascorso in totale 6 anni in Corea, combattendo innumerevoli battaglie e facendosi notare dai generali per il suo eroismo. 
Tornato a Sadowara, nel giugno fu chiamato alle armi da Shimazu Tadatsune per reprimere la ribellione del clan vassallo Ijūin (Shonai Ran). La ribellione finì con la resa di Ijūin Tadamasa il 15 marzo 1600 in cambio del perdono da parte del clan Shimazu, grazie alla mediazione di Tokugawa Ieyasu. 

## Campagna di Sekigahara
Nella primavera dello stesso anno fu chiamato nuovamente alle armi e lasciò nuova il Kyushu al seguito di Shimazu Yoshihiro per raggiungere gli alleati dell'armata "occidentale" dei Toyotomi che si opponeva a quella "orientale" di Tokugawa Ieyasu. Il 17 agosto partecipò ad un incontro tra i principali capi della coalizione sul monte Sawayama, la residenza di Ishida Mitsunari, poi mosse verso Fushimi. Dal 27 agosto partecipò all'assedio di Fushimi, che fu espugnata dopo più di dieci giorni. Il 28 settembre cadde il castello di Gifu, ma l'8 ottobre, a seguito della battaglia di Kuisegawa i Tokugawa indietreggiarono e si accamparono ad Akasaka. 
Insieme a suo zio Yoshihiro pochi giorni prima della battaglia di Sekigahara, Toyohisa si recò all'accampamento di Ishida Mitsunari; Yoshihiro propose un attacco notturno alle forze Tokugawa mentre si trovavano ad Akasaka, ma Shima Sakon si oppose e ne scaturì una lite. 
La mattina del 21, durante la battaglia di Sekigahara, probabilmente a causa dell'offesa subita qualche giorno prima dal daimyo, le forze Shimazu rimasero ferme senza intervenire. Quando l'armata occidentale nella piana cominciò a crollare e venire respinta si dice che Morijun Chojuin, un suo vassallo, fosse venuto a chiedere a Toyohisa se si dovesse attaccare, e che lui avesse risposto: "L'alleato di oggi è debole e i suoi soldati già fuggono". Quando Yasoshima Sukezaemon, un vassallo di Mitsunari Ishida, venne a chiedere per conto del suo signore che gli Shimazu impegnassero le proprie truppe, poiché non era sceso da cavallo, Toyohisa si indignò per la sua maleducazione e dette una risposta negativa. 
Alla fine, quando verso mezzogiorno l'armata orientale aveva sconfitto e volto in fuga quasi tutte le forze nemiche, il corpo Shimazu si trovò isolato nel campo di battaglia, circondato dalle forze Tokugawa. Yoshihiro, che rifiutava l'idea di una resa, su consiglio di Toyohisa decise di attaccare. L'improvviso assalto Shimazu si abbatté sulle forze di Fukushima Masanori, che erano state le prime a sfondare il fronte occidentale e ne erano uscite decimate, ed ebbe successo riuscendo a rompere momentaneamente le linee dei Tokugawa. Toyohisa era convinto che fosse assolutamente necessario che Yoshihiro tornasse vivo a Satsuma per guidare il clan, la cui sopravvivenza, secondo Toyohisa, dipendeva da quella dello zio. 
Così, mentre Yoshihiro si ritirava per l'Ise Kaido con circa 100/200 cavalieri, Toyohisa assunse il comando del resto delle truppe rimaste e affrontò le forze inseguitrici di Matsudaira Tadayoshi, Ii Naomasa e Honda Tadakatsu. Eseguendo la tecnica, tipica degli Shimazu, del Sutegamari (捨 て 奸), i soldati Shimazu attesero che il nemico venisse all'attacco, gli scaricarmi addosso i moschetti puntando a ucciderne i comandanti, e poi controcaricarono con le lance. Nello scontro gli Shimazu furono quasi annientati, riuscendo però a ferire gravemente Tadayoshi e Naomasa, il quale morirà due anni dopo per la ferita ricevuta durante l'inseguimento, e a disarcionare Tadakatsu. 
Non esistono informazioni certe sulla morte di Toyohisa, ma si racconta che, nonostante fosse rimasto ferito gravemente nel sutegamari, seguì Yoshihiro per quasi 9 km e fu curato dai sacerdoti e dal capo villaggio del Tempio Ruriko-ji, dopo la morte per la perdita di sangue fu sepolto nel medesimo tempio. 

## Dopo la morte
Dopo la guerra, il feudo di Sadowara non fu requisito da Ieyasu e rimase sotto il controllo Shimazu. Toyohisa non aveva figli e il genero di sua nipote, Tadaei Kiiri, ereditò il feudo. Tuttavia, la successione fu interrotta nel primo anno dell'era Kanei (1624). Successivamente Hisao, figlio di Shimazu Iehisa (Tadatsune), ne diventò il diciottesimo proprietario, e lo trasmise ai suoi discendenti della famiglia Eiyoshi Shimazu. 
Inoltre, un altro nipote, Shimazu Hisatoshi, nato nel 7 ° anno dell'era Keicho (1602), e Shimazu Hisanobu, suo padre e cognato di Toyohisa, rifiutarono di ereditare il feudo di Sadowara dopo la sua morte. 
Sua moglie era figlia di Shimazu Tadanaga, cugino e karō di Shimazu Yoshihisa. È sepolto nel cimitero di Tenshouji.

## Nella cultura di massa
Shimazu Toyohisa è il personaggio principale nel manga e anime di Kōta Hirano, Drifters, dove combatte al fianco di Oda Nobunaga, Nasu no Yoichi, e altre figure storiche in un mondo di fantasia.